# Кола (биљка)
Kола (лат. Cola) је род зимзеленог тропског дрвећа из породице какаоваца (Sterculiaceae) Обухвата приближно 50 врста. Њихови плодови се у Африци од давнина користе као храна и лек. Данас се неке врсте узгајају као индустријске врсте широм света. Сушени кола ораси користе се за производњу популарних освежавајућих кола-напитака. мада се данас у Европи и Америци за производњу оваквих напитака чешће користе вештачке ароме. Име потиче од афричког домородачког имена за врсту.

## Историја
Иако Европљани нису знали за постојање кола ораха све до 16. века, у Западној Африци људи су га вековима узгајали и користили као природни стимуланс. Колико је народима Африке овај плод био важан говори и чињеница да су га користили као монету, али и садили на гробовима и користили током верских ритуала. Зна се да је владар царства Сохај, које се налазило у западном делу Сахела, 1581. године послао у Тимбукту (Мали) поклон од злата и кола ораха.
Кола орахе Европљани су упознали у 16. веку, када су португалски бродови стигли до обала данашње Републике Сијера Леоне. Португалци су, заједно са другом робом, почели да тргују и њима, али их нису превише ценили. Енглески истраживач Ричард Џобсон покушао је да однесе шест ораха у Енглеску, али су пропали пре него што је стигао. Кола орахе било је веома тешко транспортовати, јер су морали остати влажни. Све до 18. века није се знало ни на ком дрвету расту.
Тек крајем 19. и почетком 20. века биљна дрога је испитана и утврђен је њен састав, порекло и лековита својства. Од тог тренутка тоне кола ораха шаљу се бродовима у Европу и Сједињене Америчке Државе, где се користе за справљање медицинских тоника и енергетских стимуланса. Када је Џон Пембертон створио своју, данас чувену, Кока-колу, она је била само једно од многих освежавајућих кола−напитака, популарних у то време. Кола ораси су врло брзо у развијеном свету достигли толики значај, да су се због њих водили привредни ратови међу колонијалним силама.
Иако је рецепт за прављење Кока−оле веома добро чувана тајна, ипак се верује да оно више не садржи кола орах, већ се уместо њега користе вештачке ароме. Ипак још увек постоје многи рецепти за прављење соде од коле, који омогућавају да се добије представа о томе каквог је укуса било оригинално пиће.

## Распрострањеност
Врсте из рода кола самоникло расту у тропским пределима западне Африке. Данас се коле, посебно две врсте − права кола (C. vera = C. nitida) и зашиљена кола (C. acuminata) узгајају у многим тропским подручјима са влажном климом, широм света: Индија, Јава, Бразил, Мадагаскар, Маурицијус, Цејлон, Колумбија, Мексико и др.

## Изглед
Одрасла стабла кола врста могу достићи висину од 12 до 20 метара. Листови су зимзелени, дугуљасти и кожасти, зашиљеног врха, са израженом нерватуром. Код већине врста су целог обода, мада код неких могу бити и режњевити. Стоје на петељкама, распоређени наизменично на гранама. Цветови су једнополни или двополни, жуте боје. Скупљени су у густе, метличасте цвасти на врховима грана или у пазуху листа. Могу се развијати и из старијих грана и дебла (појава позната као каулифлорија). Плодови су махунасте овојнице, кожасте, дуги углавном 10−20 цм, звездасто распоређене, најчешће по 5 заједно, у којима се налази семе.
У махунастим овојницама се налази већи број крупних, меснатих семена − кола ораха. Осуштена и ољуштена семена језгра неправилног су облика. Свеже семе је бело, жућкасто или ружичасто. Сушењем прелази у црвену до мрку боју, док је на пресеку мрко црвено. Горког је укуса, али временом (након сушења) горчина се губи и семе добија свој карактеристични ароматични укус. Дрво коле почиње да дајеплодове тек са 15 и рађа до 75 година. Са једног стабла може се прикупити 5−8 кг семена годишње.
- Листови праве коле (Cola nitida)
- Цветови шпицасте коле (Cola acuminata)
- Плодови ловоролисне коле (Cola laurifolia)
- Плод врсте Cola cordifolia
- Плод врсте Cola pachycarpa

## Услови станишта
Коле, исто као и њихов сродник какаовац, захтевају топле и влажне услове, какви постоје само у влажним тропским шумама. Најбоље успевају на песковито иловастом земљишту, на нижим надморским висинама. Размножавају се семеном или одрвенелим резницама.

## Употреба
Кола врсте, првенствено Cola nitida и Cola acuminata, имају готово искључиво економски значај за производњу кола ораха. Њих је у Африци локално становништво од давнина користило као стимулант. Често су их жвакали ради умањења осећаја глади и умора, а мале комаде пре оброка, као помоћ при варењу. У Бразилу и западној Индији и данас се користи у народној медицини као лек за борбу против пијанства, мамурлука, и дијареје. У сличне сврхе користи широм света и у научној медицини. Узбуђује централни нервни систем и јача делатност срца. Делује и диуретично. Пласира се у облику семена или праха.
- Плодови праве коле (Cola nitida)
- Осушено семе
- Кола прах

Активни састојак коле је у првом реду је кофеин, а затим и танин. Свежа кола делује спорије, али дуготрајније, јер је у њој кофеин везан за танинска једињења, одакле се у организму постепено ослобађа. Становници Западне Африке употребљавају искључиво свеже семе, јер је примећено да је њихов састав и дејство друкчије од осушеног. Они брижљиво чувају свеже семе у корпама обложеним зеленим лишћем које квасе и мењају, како би кола што дуже остала свежа. Стару, мрку, преврелу колу не употребљавају. Зато је у индустријској производњи, ради очувања састојака, пронађен метод стабилизације кола ораха, односно спречавање разлагања корисних састојака.